# Cascades Gouina
Les cascades Gouina (en francès, Chutes de Gouina), són unes cascades que es troben al riu Senegal, entre les localitats de Bafoulabé (riu amunt) i Diamou (riu avall) de la regió de Kayes (Mali), on el riu es dirigeix cap al nord des de les Gorges de Talari.
També es coneixen com les «Cascades del Niàgara de Mali».

## Localització
Les cascades Gouina es troben al riu Senegal, a uns quants quilòmetres aigües amunt de Kayes, l'antiga capital de Mali, i aproximadament a 70 km al nord-est de la mina d'or de Sadiola, a l'extrem occidental de Mali.
L'accés a aquestes cascades només és possible amb un vehicle tot terreny a causa dels camins en mal estat i pràcticament inexistents. Es triga unes 2 hores per a fer els 70 km des del poble de Sadiola, malgrat que una gran part de la carretera es mantinguda pel SEMOS (Societe d'Exploitation des Mines d'Or de Sadiola). Durant la temporada de pluges, és molt difícil d'arribar fins aquestes cascades, a causa de l'estat de la carretera i dels nombrosos corrents estacionals que cal travessar.

## Descripció
Les cascades Gouina són unes impressionants cascades, d'uns 430 m d'ample (depenent de la temporada) i d'uns 16 m d'altura. El volum d'aigua que circula per les cascades és de 12-13 m³/s durant la temporada seca i fins a 2.430 m³/s durant la temporada de pluges.
A la part alta de la cascada es troben grans forats al terra (de 2x2 m d'amplada i 2 m de profunditat). Aquests forats només es poden veure durant la temporada seca, quan els nivells d'aigua són baixos. Durant la temporada de pluges (de maig a juliol) aquests forats estan coberts per l'aigua.

## Fauna salvatge
Tot i la situació remota d'aquest entorn, queda poca biodiversitat. Els animals que encara es troben són hipopòtams, babuins, lleopards i facoquers. Es pot trobar al riu el tiervis (Hydrocynus vittatus), però és relativament rar a causa de la seva pesca excessiva al llarg del riu.

## Energia hidroelèctrica
El govern de Mali i el Senegal River Basin Development Authority han investigat la possibilitat de desenvolupar el potencial d'energia elèctrica del riu Senegal. Riu avall, a les cascades de Félou, es va completar la nova Planta hidroelèctrica de Félou el 2014. A les cascades Gouina, es va construir la Planta hidroelèctrica de Gouina de 140 MW, que es va començar a construir el desembre de 2013.

## Galeria d'imatges

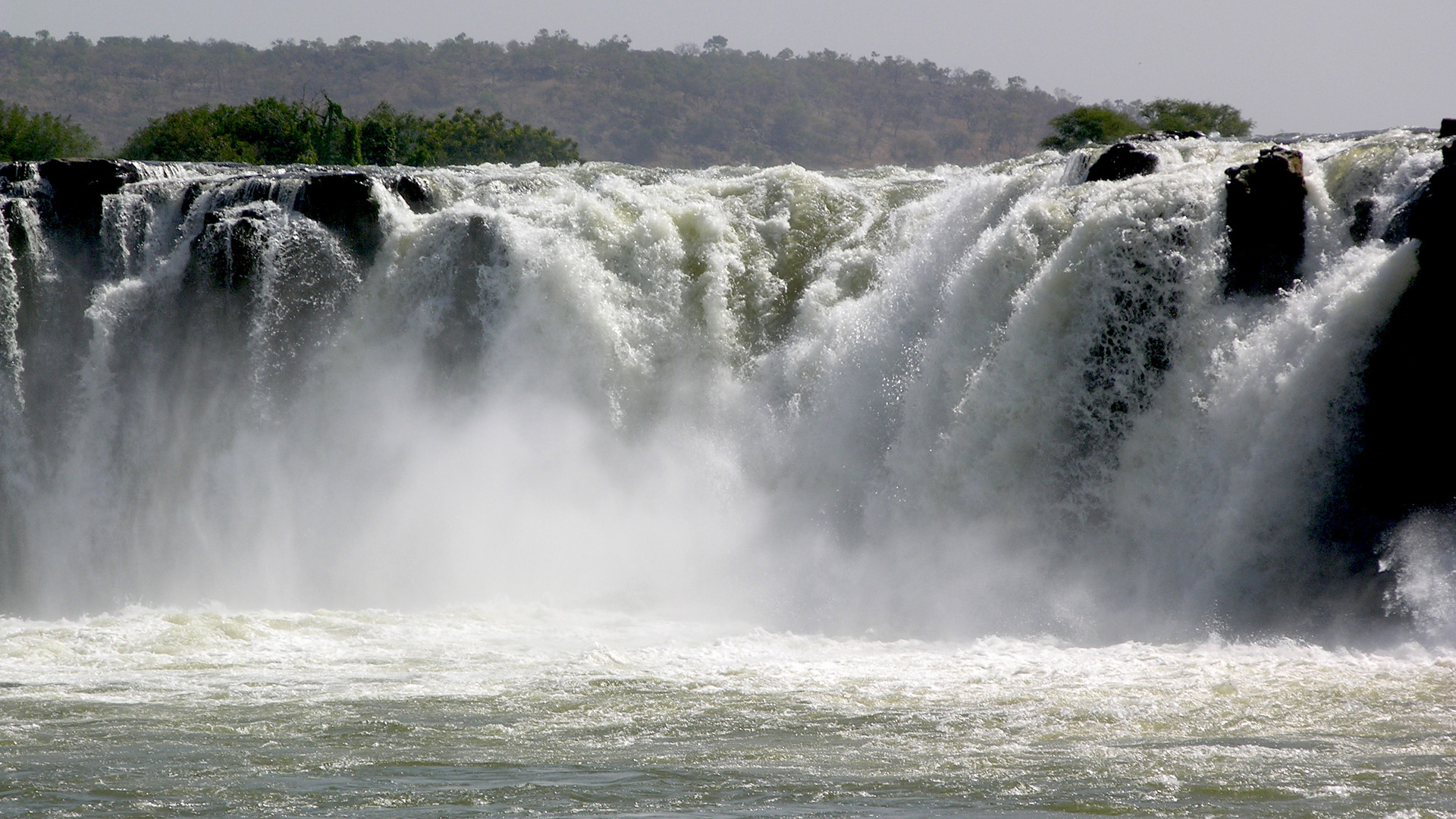
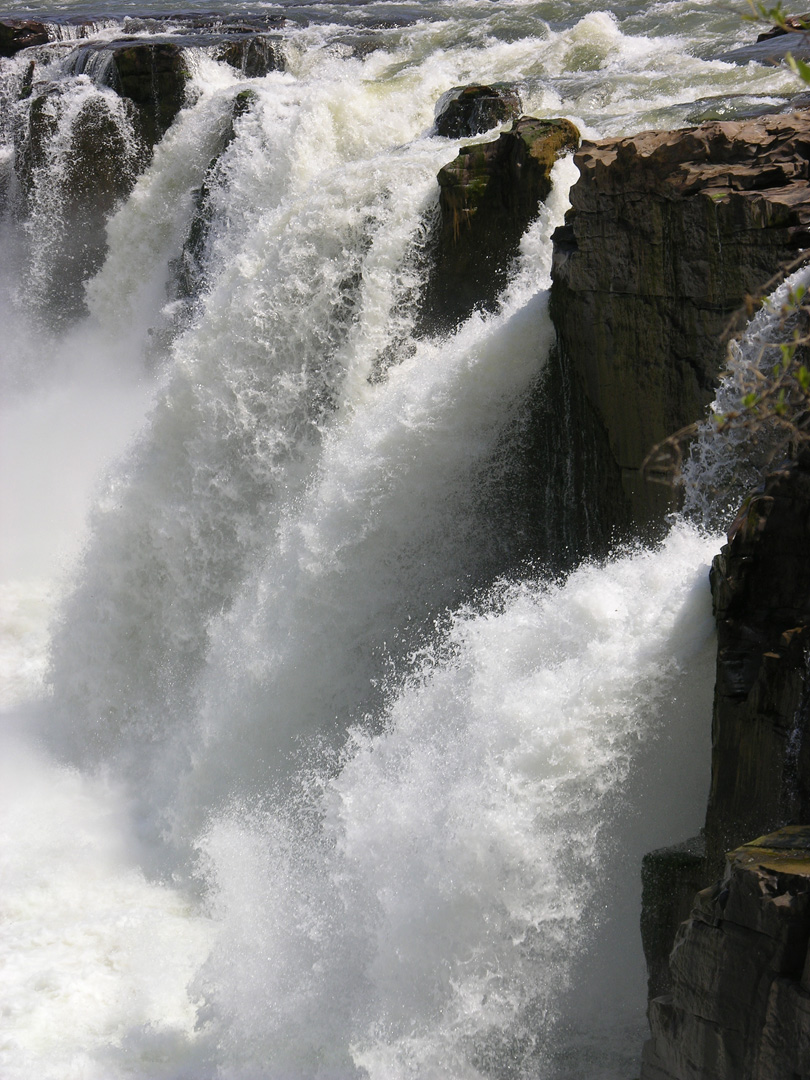
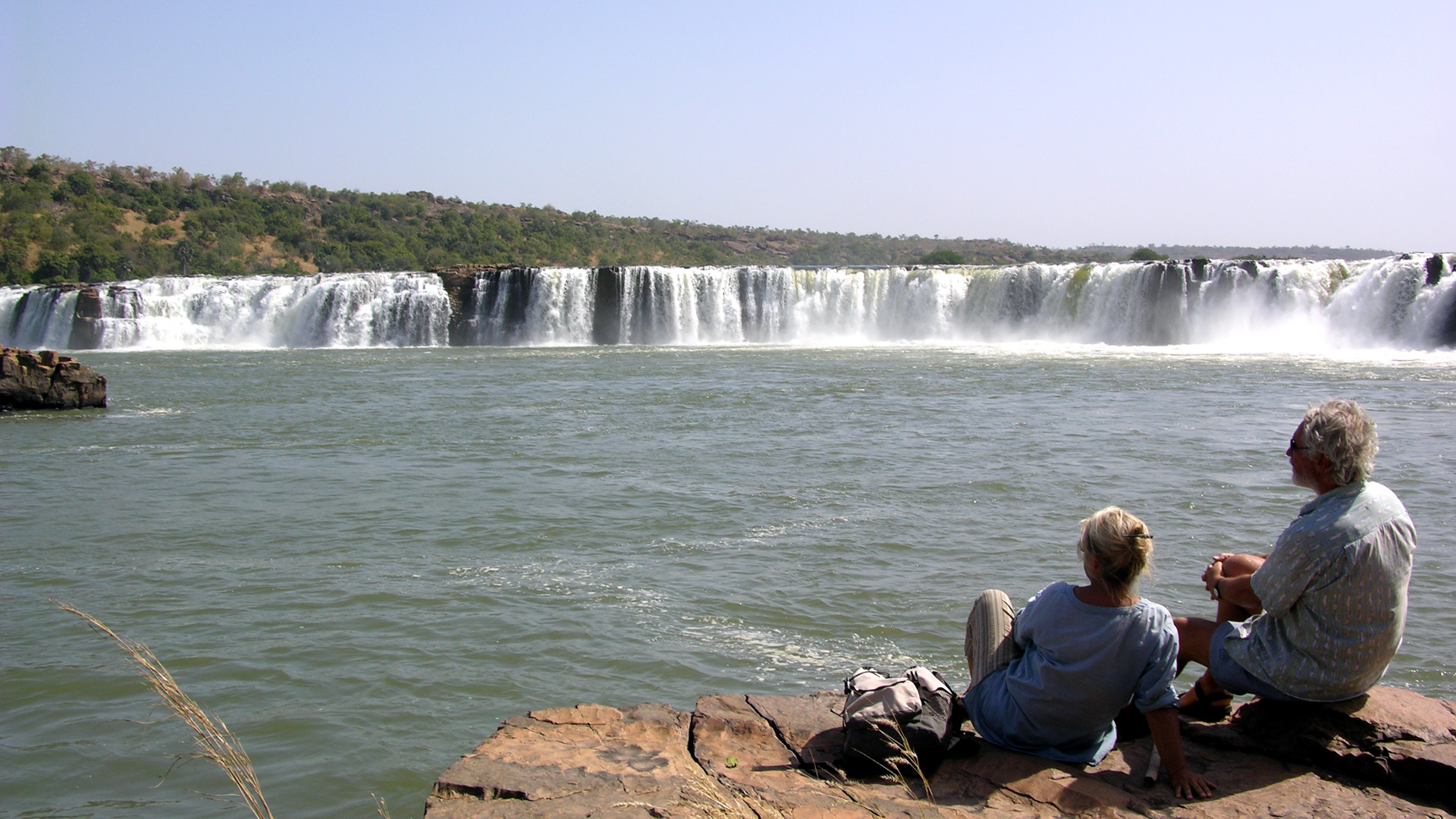